# Dorota Miśta
Dorota Miśta – polska lekarka weterynarii, doktor habilitowany nauk rolniczych, profesor na Uniwersytecie Przyrodniczym we Wrocławiu, specjalistka od fizjologii zwierząt, fizjologii żywienia zwierząt oraz fizjologii układu pokarmowego.

## Kariera naukowa
W 1998 roku na Akademii Rolniczej we Wrocławiu uzyskała tytuł lekarza weterynarii. W 1999 roku została zatrudniona na tejże uczelni, a w 2006 roku uzyskała na jej Wydziale Medycyny Weterynaryjnej stopień doktora nauk weterynaryjnych na podstawie rozprawy pt. Profil fermentacji w treści żołądka i jelita ślepego królika pod wpływem dodatku paszowego – Humobentofetu w badaniach in vitro, której promotorem był Wojciech Zawadzki. W 2019 roku ten sam wydział nadał jej stopień doktora habilitowanego nauk rolniczych w dyscyplinie weterynarii na podstawie pracy pt. Aktywność mikrobiomu jelita ślepego i okrężnicy zwierząt dziko żyjących oraz udomowionych w badaniach in vitro.